# Temporale d'estate
Temporale d'estate (Summer Storm) è un film del 1944 diretto da Douglas Sirk.

## Trama
Il conte russo Volsky, privato dall'incipiente rivoluzione bolscevica non solo del suo titolo nobiliare ma anche di gran parte delle sue ricchezze, per racimolare qualche guadagno offre alla sua giovane conoscente Nadena Kalenin (direttrice di una casa editrice) un manoscritto redatto da Fedor Mikhailovich Petroff, ex-fidanzato della Kalenin, con la speranza che possa venir pubblicato.
La donna apprende dal testo che Petroff si era reso responsabile dell'omicidio di Olga Urbenin. Costei, oltre ad essere la persona per l'amore della quale Petroff aveva lasciato la Kalenin (come si evince dal manoscritto) era stata, qualche tempo addietro, prima della rivoluzione, contesa fra diversi amanti (fra i quali Volsky stesso). Per il crimine era stato condannato un innocente. 
La Kalenin, per far finalmente giustizia della vicenda, vorrebbe presentare la confessione di Petroff alla polizia, ma omette di farlo, perché ancora innamorata dell'omicida. Sarà Petroff stesso, in preda a rimorsi di coscienza, ad inviare alle autorità, fra esitazioni e ripensamenti, il manoscritto che lo accusa.

## Distribuzione
La pellicola venne distribuita nelle sale statunitensi dal 14 luglio 1944.